# La Gitanilla
La Gitanilla est un film français muet, réalisé par André Hugon, sorti en 1924.

## Fiche technique
- Réalisation : André Hugon
- Scénario : André Hugon, d’après une nouvelle de Miguel de Cervantes
- Photographie : Alphonse Gibory et Julien Ringel
- Société de production : Films André Hugon
- Format : Noir et blanc - Muet - 1,33:1 - 35 mm
- Date de sortie : 
  - France : 18 avril 1924

## Distribution
- Ginette Maddie : la Gitanilla
- Jaime Devesa : Andres Caballero
- Jeanne Bérangère : Dolorès
- José Durany : Antonio
- Léon Courtois : le chef
- Georges Deneubourg : l’Alcade